# Лебедев (Краснодарский край)
Лебедев — хутор в Гулькевичском районе Краснодарского края России. Входит в состав Николенского сельского поселения.

## География

### Улицы
- ул. Октябрьская[4].

## Население
| 2002 | 2010 |
| ---- | ---- |
| 88   | ↘87  |